# خس ضعيف
الخس الضعيف نوع ينتمي إلى جنس الخس من الفصيلة النجمية.

## الموئل والانتشار
ينتشر في أقصى شمال اليابان.

## الوصف النباتي
نبات عشبي ثنائي الحول. الأوراق متموضعة مباشرة على الساق (دون عنيقة)، ولها أشواك صغيرة على جانبيها وفي الوسط.